# Nino Segurini
Nino Segurini (Mestre, 4 ottobre 1939) è un attore e produttore cinematografico italiano.

## Biografia
Nino Segurini, a volta accreditato Antonio Segurini, è principalmente noto per i ruoli da protagonista interpretati nei film Una questione privata e  Disperatamente l'estate scorsa.
Esordisce al cinema nei primi anni '60 nei lungometraggi Gioventù di notte e Giuseppe venduto dai fratelli.
Negli anni '70 affianca alla recitazione l'attività di produttore cinematografico.
Termina la carriera attoriale nel 1978 con la partecipazione al film Bermude: la fossa maledetta.

## Filmografia

### Attore

#### Cinema
- Gioventù di notte, regia di Mario Sequi (1961)
- Giuseppe venduto dai fratelli, regia di Luciano Ricci e Irving Rapper (1961)
- Barabba, regia di Richard Fleischer (1961) (non accreditato)
- Gidget a Roma, regia di Paul Wendkos (1963) (non accreditato)
- Il fornaretto di Venezia, regia di Duccio Tessari (1963)
- Un tentativo sentimentale, regia di Massimo Franciosa e Pasquale Festa Campanile (1963)
- Una bella grinta, regia di Giuliano Montaldo (1965)
- Lo scandalo, regia di Anna Gobbi (1966)
- Il 13º uomo, regia di Constantin Costa-Gavras (1967)
- Il tigre, regia di Dino Risi (1967)
- Una questione privata, regia di Giorgio Trentin (1967)
- La più bella coppia del mondo, regia di Camillo Mastrocinque (1967)
- L'urlo, regia di Tinto Brass (1968)
- Nerosubianco, regia di Tinto Brass (1968)
- L'isola delle svedesi, regia di Silvio Amadio (1969)
- Disperatamente l'estate scorsa, regia di Silvio Amadio (1970)
- Nel raggio del mio braccio, regia di Giorgio Trentin (1971)
- Alla ricerca del piacere, regia di Silvio Amadio (1971)
- Gli eroi, regia di Duccio Tessari (1972)
- L'ultima neve di primavera, regia di Raimondo Del Balzo (1973)
- Amiche: andiamo alla festa, regia di Giorgio Trentin (1973)
- Chi sei?, regia di Ovidio G. Assonitis e Robert Barrett (1974)
- Bermude: la fossa maledetta, regia di Tonino Ricci (1978)

#### Televisione
- Sei personaggi in cerca d'autore – film TV (1965)
- Les évasions célèbres – serie TV (1972)
- Processo ad un atto di valore – film TV (1972)

### Produttore
- Quando l'amore è sensualità, regia di Vittorio De Sisti (1973)
- Nove ospiti per un delitto, regia di Ferdinando Baldi (1977)
- Bermude: la fossa maledetta (1978)
- Il cacciatore di squali, regia di Enzo G. Castellari (1979)
- La notte degli squali, regia di Tonino Ricci (1988)